# Брызгалов, Михаил Аркадьевич
Миха́ил Арка́дьевич Брызга́лов (27 апреля 1964, Саратов, СССР) — российский деятель культуры и искусства, общественный деятель, генеральный директор Российского национального музея музыки, член Общественной палаты Российской Федерации по направлению «Культура и сохранение духовного наследия», заслуженный деятель искусств Российской Федерации (2008 г.), президент Ассоциации духовых оркестров и исполнителей на духовых и ударных инструментах «Духовое общество имени Валерия Халилова», президент Ассоциации музыкальных музеев и коллекционеров, член Комиссии Российской Федерации по делам ЮНЕСКО, член президиума Союза музеев России, член комиссии Государственного совета Российской Федерации по направлению «Культура». Особо известен вкладом в сохранение и популяризацию музыкального наследия страны, организацией крупных всероссийских и международных мероприятий в сфере музыкального искусства. Внёс весомый вклад в возрождение и развитие жанра духового и ударного исполнительства в России.

## Биография
Михаил Брызгалов родился в Саратове 27 апреля 1964 г. Учился в музыкальной школе по классу скрипки, позже — по классу трубы. В 1990 г. окончил Саратовскую государственную консерваторию имени Л. В. Собинова (класс заслуженного деятеля искусств РФ, профессора А. Д. Селянина).
В 2001—2002 гг. прошел стажировку в Институте немецкой культуры имени Гёте по направлению «Менеджмент в сфере культуры» (Берлин, ФРГ) и в Министерстве культуры Франции по направлению «Региональная культурная политика» (Париж, Гренобль, Франция).
В 2003—2004 гг. прошел профессиональную переподготовку по специальности «Государственное и муниципальное управление» в Поволжской академии государственной службы имени П. И. Столыпина, а также прошёл курсы повышения квалификации в Российской академии государственной службы при Президенте РФ.
В 2008 г. окончил Саратовский государственный социально-экономический университет, став кандидатом экономических наук.
Профессиональную деятельность начал в 1980 г. в качестве преподавателя класса трубы в Центральной детской музыкальной школе г. Саратова и в Саратовском музыкальном училище.
Начиная с 1986 г. работал в Саратовской областной филармонии имени А. Шнитке в качестве артиста оркестра, артиста и руководителя камерно-инструментального ансамбля, руководителя отдела международной деятельности, заместителя директора Филармонии по концертной деятельности. На протяжении всего времени работы в филармонии совмещал административную работу с творческой (художественный руководитель камерного ансамбля) и педагогической деятельностью.
С 1999 по 2001 гг. работал в Министерстве культуры Саратовской области в качестве руководителя информационно-аналитического отдела и отдела искусств.
В 2001 г. назначен директором Саратовской областной филармонии имени А. Шнитке.
С 2003 по 2008 гг. — министр культуры Саратовской области.
В 2008—2014 гг. и с 2016 г. по настоящее время — генеральный директор Российского национального музея музыки (ранее Всероссийское музейное объединение музыкальной культуры имени М. И. Глинки). Под руководством Михаила Брызгалова были реализованы такие уникальные проекты, как выставка «Гимн России», получившая Премию Правительства РФ, выставки «Звук и…», «70 мелодий Победы», «Миф Страдивари» и «Музыка героев» не имеющий аналогов в мире мультимедийный аудиоспектакль. Проект «Музыка героев» стал обладателем «Золота» в номинации «Лучший сайт об искусстве/культуре/развлечениях» Tagline Awards 2020—2021. Также были обновлены все постоянные экспозиции музеев, входящих в состав РНММ. Помимо выставочной деятельности, реализованы такие масштабные творческие проекты, как «Госколлекция России в музыкальных столицах мира» совместно с ансамблем «Солисты Москвы» п/р народного артиста СССР Ю. А. Башмета, международный год «Прокофьев — 125», проект по оцифровке наследия творчества С. В. Рахманинова и обмену с Библиотекой Конгресса США. Российский национальный музей музыки стал активным членом международного профессионального сообщества, в частности ICOM, CIMCIM, IAML, РБА, Союза музеев России.
Во исполнение Указа Президента Российской Федерации от 25 января 2020 года № 62 «О праздновании 150-летия со дня рождения С. В. Рахманинова» Российский национальный музей музыки стал координатором Плана мероприятий Года Рахманинова.
В 2014—2015 гг. работал на посту директора Департамента культурного наследия Министерства культуры Российской Федерации, где в основные обязанности входило курирование музеев и Музейного фонда страны, вопросов археологии, ввоза и вывоза культурных ценностей. В это время стал инициатором обновления концепции проведения Международного музейного фестиваля «Интермузей»; с 2015 г. по н. вр. — заместитель Председателя Оргкомитета.

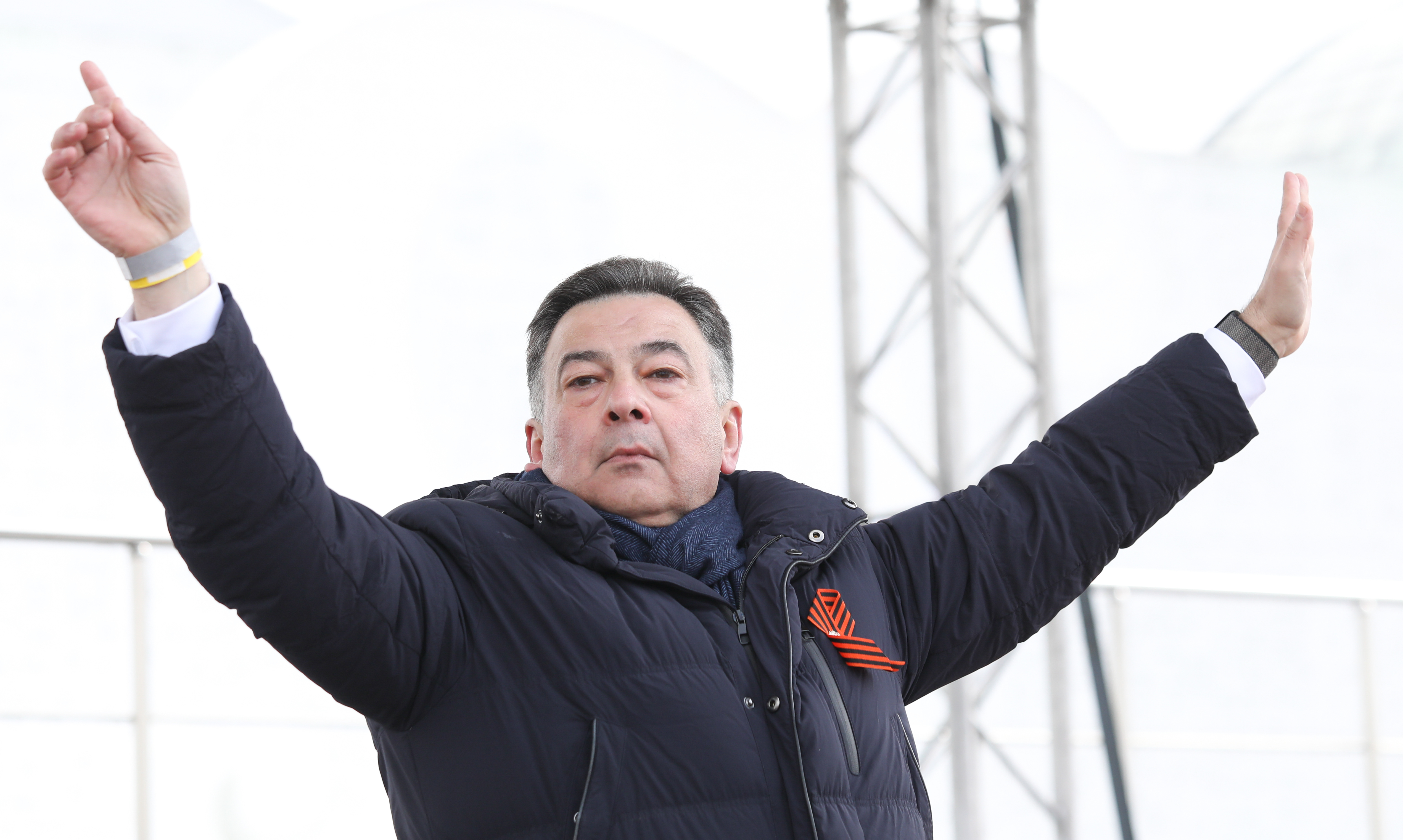
Михаил Брызгалов / Фестиваль духовой музыки «Фанфары Победы — 2024» / Выставка-форум «Россия» на ВДНХ

В 2017 году Михаил Брызгалов был избран президентом Ассоциация духовых оркестров и исполнителей на духовых и ударных инструментах «Духовое общество имени Валерия Халилова». Ассоциация была создана в 2016 году по инициативе Заместителя Председателя Правительства РФ О. Ю. Голодец и народного артиста РФ, композитора, дирижера, художественного руководителя ансамбля «Песни и пляски Российской армии имени А. В. Александрова», генерал-лейтенанта, первого президента Ассоциации В. М. Халилова. Благодаря деятельности Ассоциации за это время реализованы крупные федеральные и региональные творческие проекты в области духовой музыки, новый импульс получило духовое фестивальное движение в стране: фестиваль «Спасская башня детям»; фестивали детских духовых оркестров в ведущих детских центрах страны: «Серебряные трубы Черноморья» в МДЦ «Артек», "Дальневосточные фанфары"в ВДЦ «Океан», «Сильные духом!» в ВДЦ «Орлёнок», «Звучит духовая смена!» в ВДЦ «Смена». В 2022 году в год 350-летия со дня рождения императора Петра I Ассоциаций под руководством М. Брызгалова реализован Всероссийский творческий проект-музыкальный фестиваль «Петровские музыкальные Ассамблеи» , в 2023 году Всероссийский молодёжный фестиваль духовых оркестров «С тобой, страна!» и др. Ассоциация является инициаторов и организатором Всероссийского конкурса профессионального мастерства молодых преподавателей духовых и ударных инструментов «Виват, музыкант!».
Дополнительные сведения о трудовой деятельности: советник Министра культуры Российской Федерации, профессором и заведующим кафедрой Музейного дела и охраны культурного наследия Московского государственного института культуры, автор и ведущий программы «Экспомузыка», выходящей в эфире радиостанции «Орфей» начиная с 2017 года, член президиума ИКОМ (2016-2019гг), доцент кафедры Государственного управления в сфере культуры и спорта Высшей школы культурной политики и управления в гуманитарной сфере МГУ им. М. В. Ломоносова, член Центрального Совета Российского военно-исторического общества, член Ассоциации «Российского исторического общества», член общественного-экспертного Совета по национальному проекту «Культура», член Правления АНО «Дирекция Санкт-Петербургского международного культурного форума».

## Общественная позиция
В марте 2014 года поддержал аннексию Крыма, подписал письмо президенту России Владимиру Путину в поддержку аннексии.

## Награды
- Орден Почёта (19 мая 2020 года) — за большой вклад в развитие отечественной культуры и искусства, многолетнюю плодотворную деятельность[30].
- Заслуженный деятель искусств Российской Федерации (11 марта 2008 года) — за заслуги в области искусства[31].
- Почётная грамота Президента Российской Федерации (3 марта 2016 года) — за заслуги в развитии культуры, средств массовой информации и многолетнюю плодотворную деятельность[32][33].
- Премия Правительства Российской Федерации 2016 года в области культуры — за выставочный проект «Гимн России»[34][35];
- Благодарность Министра культуры Российской Федерации (25 декабря 2003 года) — за большой личный вклад в развитие культуры Саратовской области, заботу о сохранении и преумножении культурного наследия и в связи с успешным завершением реконструкции Саратовского государственного академического театра драмы им. И. А. Слонова[36].
- Почётная грамота Министра культуры РФ.
- Отмечен знаком Министерства культуры РФ «За достижения в культуре».
- Почётные грамоты Патриарха Московского и всея Руси.
- Почётный знак губернатора Саратовской области «За любовь к родной земле».
- Почётная грамота и благодарность губернатора Саратовской области.